# Bjurums kyrka
Bjurums kyrka är en kyrkobyggnad som tillhör Gudhems församling (före 2006 Bjurums församling) i Skara stift. Den ligger i norra delen av Falköpings kommun.

## Historia
De båda socknarna Mårby och Hånger slogs samman och deras gamla kyrkor revs.

## Kyrkobyggnaden
Carl Georg Lillie, godsägare på Stora Bjurum, lät uppföra kyrkan 1768. Hans båda hustrur ligger begravda i koret. Kyrkan, belägen på en rullstensås omkring 700 meter sydväst om Hornborgasjön, består av rektangulärt långhus med ett tresidigt kor i öster. Vid korets norra sida finns sakristian som byggdes vid renoveringen 1902-1903. Då revs även östra läktaren, godsets egen, och familjen Lillies gravkor sänktes.

## Inventarier

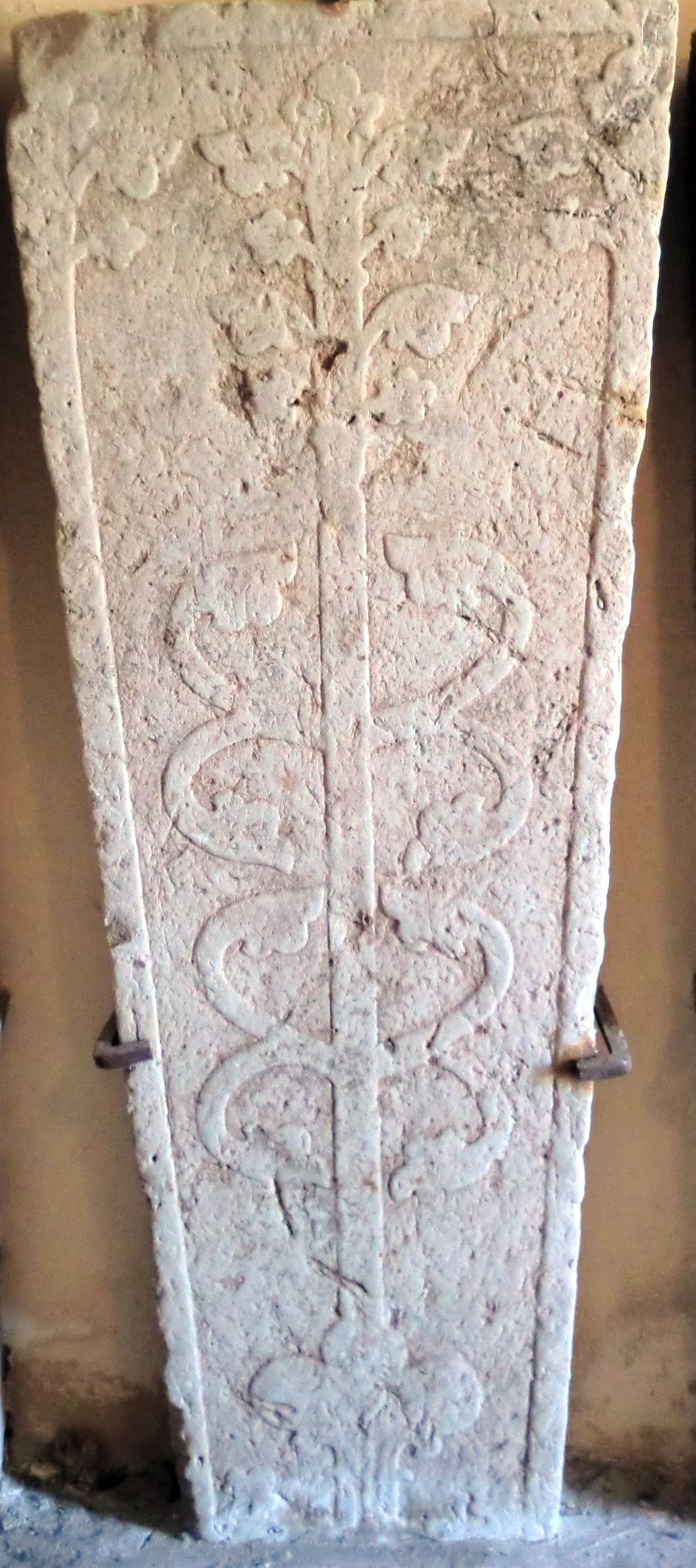
Liljesten

- Från de gamla kyrkorna kommer en kalk och paten av silver, dopfunten av sten, två ljuskronor, altarets två ljusstakar och en gammal psalmbok och en bibel.
- Från Hångers kyrka kommer altartavlan från 1705, fyra liljestenar i vapenhuset.
- En röd mässhake med guldbroderier från 1795 har tillverkats för Bjurums nya kyrka.
- Ett kalkkläde från 1802 hänger på korets pilaster. En dopfunt av trä införskaffades till den nya kyrkan.

### Klockor
Lillklockan är av en typiskt romansk typ, som kan dateras till 1200-talets förra hälft. Den har två skriftband, men saknar inskrifter.

## Orgel
Orgeln som är placerad på den västra läktaren är tillverkad 1923 av Nordfors & Co. Fasaden är från samma år. Instrumentet har sju stämmor fördelade på manual och bihängd pedal. Orgeln är spelbar, men som huvudinstrument används ändock en digitalorgel placerad i koret.
| Manual (C-f3)     | Pedal (C-d1) | Koppel      |
| ----------------- | ------------ | ----------- |
| Borduna 16' B/D   | Bihängd      | Pedalkoppel |
| Principal 8'      |              | Oktavkoppel |
| Rörflöjt 8'       |              |             |
| Salicional 8'     |              |             |
| Gamba 8'          |              |             |
| Octave 4'         |              |             |
| Trumpet 8'        |              |             |
| Kalkant           |              |             |
| Crescendosvällare |              |             |